# Philippe Soupault
Philippe Soupault (ur. 2 sierpnia 1897 w Chaville, zm. 11 bądź 12 marca 1990 w Paryżu) – francuski poeta, pisarz, krytyk literacki. Obok André Bretona i Louisa Aragona twórca surrealizmu; związany także z dadaizmem. W Ostatnich nocach paryskich (1928) eksploruje pojęcie przypadku obiektywnego. W roku 1926 wykluczony z grupy surrealistów.
Był również założycielem stacji radiowej na Tunisie i pracownikiem UNESCO.

## Twórczość
- 1917 – Aquarium
- 1920 – Pola magnetyczne (wraz z André Bretonem)
- 1922 – Westwego
- 1926 – Georgia
- 1928 – Ostatnie noce paryskie (Les Dernieres Nuits de Paris)